# Eucalyptus caleyi
Eucalyptus caleyi ist eine Pflanzenart innerhalb der Familie der Myrtengewächse (Myrtaceae). Sie kommt im Südosten von Queensland und im Nordosten von New South Wales, vorwiegend in der Great Dividing Range, vor und wird dort „Drooping Ironbark“ oder „Caley’s Ironbark“ genannt.

## Beschreibung

### Erscheinungsbild und Blatt
Eucalyptus caleyi wächst als Baum, der Wuchshöhen von bis zu 25 Meter erreicht. Die Borke verbleibt am gesamten Baum, ist grau-schwarz und rau. Die Rinde der kleinen Zweige ist grün. Öldrüsen gibt es im Mark der jungen Zweige, nicht jedoch in der Borke.
Bei Eucalyptus caleyi liegt Heterophyllie vor. Die Laubblätter sind stets in Blattstiel und Blattspreite gegliedert. An jungen Exemplaren ist die Blattspreite eiförmig bis kreisrund und blaugrün bemehlt oder bereift. An mittelalten Exemplaren ist sie bei einer Länge von etwa 6 cm und einer Breite von etwa 5 cm ebenfalls eiförmig bis kreisrund, gerade, ganzrandig und blaugrün bemehlt oder bereift. Die blaugrün bemehlten oder bereiften Laubblätter an erwachsenen Exemplaren mit gleichfarbigen Ober- und Unterseiten sind bei einer Länge von 5 bis 10 cm und einer Breite von 1,5 bis 4,0 cm lanzettlich bis eiförmig, relativ dick, gerade, verjüngen sich zur Spreitenbasis hin und besitzen ein stumpfes oder gerundetes oberes Ende. Ihr Blattstiel ist bei einer Länge von 14 bis 23 mm schmal abgeflacht oder kanalförmig. Die kaum sichtbaren Seitennerven gehen in einem spitzen Winkel in mittleren Abständen vom Mittelnerv ab. Die Keimblätter (Kotyledone) sind verkehrt-nierenförmig.

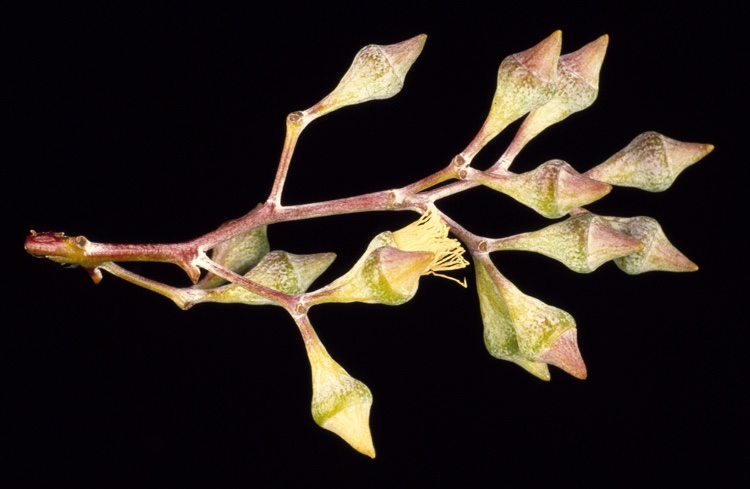
Blütenknospen

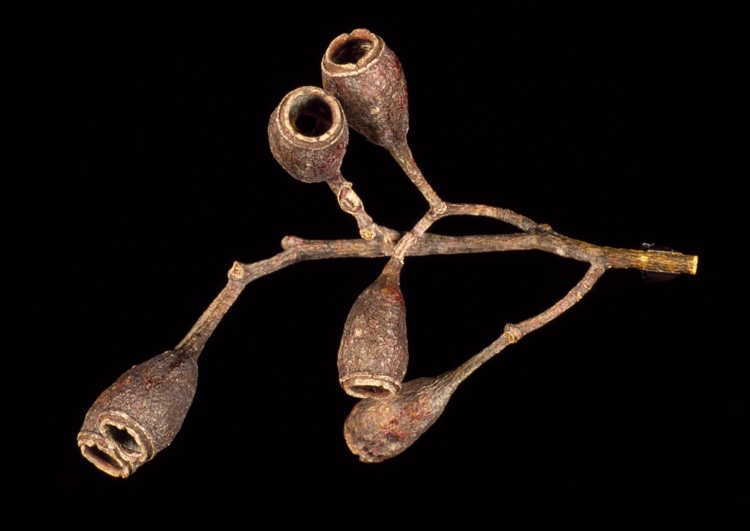
Früchte

### Blütenstand und Blüte
End- oder seitenständig an einem bei einer Länge von 12 bis 20 mm im Querschnitt stielrunden oder schmal-kantigen Blütenstandsschaft stehen in zusammengesetzten Gesamtblütenständen etwa siebenblütige Teilblütenstände. Die stielrunden Blütenstiele sind 4 bis 10 mm lang. Die blaugrün bemehlten oder bereiften Blütenknospen sind bei einer Länge von 6 bis 9 mm und einem Durchmesser von 4 bis 5 mm ei-, keulen-, kurz spindelförmig oder vierkantig. Die Kelchblätter bilden eine Calyptra, die früh abfällt. Die glatte Calyptra ist konisch, kürzer als oder so lang wie der glatte Blütenbecher (Hypanthium) und schmäler als dieser. Die Blüten sind weiß oder cremeweiß. Die äußeren Staubblätter sind unfruchtbar (steril).

### Frucht
Die gestielte Frucht ist bei einer Länge von 6 bis 10 mm sowie einem Durchmesser von 5 bis 7 mm birnen- bis eiförmig oder vierkantig und drei- bis vierfächrig. Der Diskus ist eingedrückt, die Fruchtfächer sind eingeschlossen.

## Vorkommen
Das natürliche Verbreitungsgebiet von Eucalyptus caleyi ist das nördliche Tafelland von New South Wales und die Great Dividing Range im Südosten von Queensland.
Eucalyptus caleyi wächst weitverbreitet und örtlich häufig in grasigem, lichten Wald auf trockeneren, flachen, durchschnittlich nährstoffreichen Böden.

## Systematik
Die Erstbeschreibung von Eucalyptus caleyi erfolgte 1906 durch Joseph Maiden in The Forest Flora of New South Wales, Volume 2, S. 205. Das Typusmaterial weist die Beschriftung „New South Wales, Howell, J. H. Maiden & J. L. Boorman, Aug. 1905 (holo NSW, iso G, K, L)“ auf.
Von Eucalyptus caleyi Maiden gibt es zwei Unterarten:
- Eucalyptus caleyi Maiden subsp. caleyi, Syn.: Eucalyptus coerulea R.T.Baker, Eucalyptus leucoxylon var. pallens (Benth.) Rehder, Eucalyptus sideroxylon var. pallens Benth.: Die Blütenknospen und Früchte sind nicht vierkantig.[3]
- Eucalyptus caleyi subsp. ovendenii L.A.S.Johnson & K.D.Hill: Die Blütenknospen und Früchte sind vierkantig.[3]

Natürliche Hybriden wurden zwischen Eucalyptus caleyi subsp. caleyi und Eucalyptus albens, Eucalyptus crebra, Eucalyptus dealbata, Eucalyptus melliodora und Eucalyptus microcarpa gefunden.